# Dominikana na Letnich Igrzyskach Olimpijskich 1988
Dominikanę na Letnich Igrzyskach Olimpijskich 1988 reprezentowało 16 zawodników: 15 mężczyzn i jedna kobieta. Był to siódmy start reprezentacji Dominikany na letnich igrzyskach olimpijskich.

## Skład kadry

### Boks
Mężczyźni
| Zawodnik        | Konkurencja          | 1/32                  | 1/16                    | 1/8                       | Ćwierćfinał         | Półfinał         | Finał            | Finał   |
| Zawodnik        | Konkurencja          | Przeciwnik Wynik      | Przeciwnik Wynik        | Przeciwnik Wynik          | Przeciwnik Wynik    | Przeciwnik Wynik | Przeciwnik Wynik | Miejsce |
| --------------- | -------------------- | --------------------- | ----------------------- | ------------------------- | ------------------- | ---------------- | ---------------- | ------- |
| Jesús Beltre    | waga papierowa       |                       | Marcelino Bolívar W 4-1 | Aleksandr Machmutow P 1-4 | Nie awansował       | Nie awansował    | Nie awansował    | 9.      |
| Meluin de Leon  | waga musza           |                       | Badie Ovnteni W RSC     | Philippe Desavoye W       | Timofiej Skriabin P | Nie awansował    | Nie awansował    | 5.      |
| Emilio Villegas | waga piórkowa        | Paul Fitzgerald P 0-5 | Nie awansował           | Nie awansował             | Nie awansował       | Nie awansował    | Nie awansował    | 33.     |
| José Saizozema  | waga lekkopółśrednia |                       | Ike Quartey P 0-5       | Nie awansował             | Nie awansował       | Nie awansował    | Nie awansował    | 17.     |
| Pedro Frías     | waga półśrednia      | Maselino Masoe P RSC  | Nie awansował           | Nie awansował             | Nie awansował       | Nie awansował    | Nie awansował    | 33.     |

### Judo
Mężczyźni
| Zawodnik        | Konkurencja | 1/32             | 1/16             | 1/8              | Ćwierćfinał      | Półfinał         | Pierwsza runda repasaży | Półfinał repasaży | Finał            | Finał   |
| Zawodnik        | Konkurencja | Przeciwnik Wynik | Przeciwnik Wynik | Przeciwnik Wynik | Przeciwnik Wynik | Przeciwnik Wynik | Przeciwnik Wynik        | Przeciwnik Wynik  | Przeciwnik Wynik | Pozycja |
| --------------- | ----------- | ---------------- | ---------------- | ---------------- | ---------------- | ---------------- | ----------------------- | ----------------- | ---------------- | ------- |
| Gilberto García | - 60 kg     |                  |                  | Kan Lee P        | Nie awansował    | Nie awansował    | Nie awansował           | Nie awansował     | Nie awansował    | 20.     |

### Lekkoatletyka
Mężczyźni
Konkurencje biegowe
| Zawodnik         | Konkurencja        | Eliminacje | Eliminacje | Ćwierćfinał   | Ćwierćfinał   | Półfinał      | Półfinał      | Finał         | Finał         |
| Zawodnik         | Konkurencja        | Wynik      | Miejsce    | Wynik         | Miejsce       | Wynik         | Miejsce       | Wynik         | Miejsce       |
| ---------------- | ------------------ | ---------- | ---------- | ------------- | ------------- | ------------- | ------------- | ------------- | ------------- |
| Juan Núñez       | 100 m              | 10,47      | 2.         | 10,33         | 2.            | 10,35         | 6.            | Nie awansował | Nie awansował |
| Evaristo Ortíz   | 100 m              | 11,01      | 6.         | Nie awansował | Nie awansował | Nie awansował | Nie awansował | Nie awansował | Nie awansował |
| Modesto Castillo | 110 m przez płotki | 14,49      | 5.         | 14,21         | 6.            | Nie awansował | Nie awansował | Nie awansował | Nie awansował |

### Podnoszenie ciężarów
Mężczyźni
| Zawodnik           | Konkurencja      | Rwanie   | Rwanie  | Podrzut                  | Podrzut                  | Razem                    | Pozycja                  |
| Zawodnik           | Konkurencja      | Wynik    | Pozycja | Wynik                    | Pozycja                  | Razem                    | Pozycja                  |
| ------------------ | ---------------- | -------- | ------- | ------------------------ | ------------------------ | ------------------------ | ------------------------ |
| Cristian Rivera    | waga kogucia     | 107,5 kg | –       | Nie ukończył konkurencji | Nie ukończył konkurencji | Nie ukończył konkurencji | Nie ukończył konkurencji |
| Frank Pérez        | waga lekkociężka | 145,0 kg | 10.     | 172,5                    | 10.                      | 317,5                    | 10.                      |
| Francisco Guzman   | waga półciężka   | 142,5 kg | 13.     | 170,0                    | 20.                      | 312,5                    | 18.                      |
| José Miguel Guzman | waga superciężka | 142,5 kg | 13.     | 190,0                    | 11.                      | 332,5                    | 13.                      |

### Tenis stołowy
| Zawodnik                      | Konkurencja        | Faza grupowa              | Faza grupowa                     | Faza grupowa                        | Faza grupowa                | Faza grupowa                  | Faza grupowa                        | Faza grupowa                           | Faza grupowa | 1/16              | Ćwierćfinał       | Półfinał          | Finał             | Finał   |
| Zawodnik                      | Konkurencja        | Przeciwnik Punkty         | Przeciwnik Punkty                | Przeciwnik Punkty                   | Przeciwnik Punkty           | Przeciwnik Punkty             | Przeciwnik Punkty                   | Przeciwnik Punkty                      | Miejsce      | Przeciwnik Punkty | Przeciwnik Punkty | Przeciwnik Punkty | Przeciwnik Punkty | Miejsce |
| ----------------------------- | ------------------ | ------------------------- | -------------------------------- | ----------------------------------- | --------------------------- | ----------------------------- | ----------------------------------- | -------------------------------------- | ------------ | ----------------- | ----------------- | ----------------- | ----------------- | ------- |
| Mario Álvarez                 | gra pojedyncza (m) | Leszek Kucharski P 0:3    | Jindřich Panský P 1:3            | Carl Prean P 1:3                    | Vong Vong Ju P 2:3          | Joe Ng P 0:3                  | Mourad Sta W 3:0                    | Yu Nam-gyu P 0:3                       | 7.           | Nie awansował     | Nie awansował     | Nie awansował     | Nie awansował     | 49.     |
| Raymundo Fermín               | gra pojedyncza (m) | Erik Lindh P 1:3          | Zoran Kalinić P 0:3              | Desmond Douglas P 0:3               | Cláudio Kano P 0:3          | Huang Huei-chieh P 0:3        | Ashraf Abdel Halim Helmy p 1:3      | Farjad Saif P 1:3                      | 8.           | Nie awansował     | Nie awansował     | Nie awansował     | Nie awansował     | 57.     |
| Mario Álvarez Raymundo Fermín | gra podwójna (m)   | Kim Gi-taek Kim Wan P 0-2 | Desmond DouglaS Sky Andrew P 0:2 | Chih Chin-long Chih Chin-shui P 0:2 | Yi Ding Gottfried Bär P 1:2 | Georg Böhm Jürgen Rebel P 0:2 | Barry Griffiths Peter Jackson W 2:0 | Jan-Ove Waldner Mikael Appelgren P 0:2 | 7.           | Nie awansowali    | Nie awansowali    | Nie awansowali    | Nie awansowali    | 25.     |
| Blanca Alejo                  | gra pojedyncza (k) | Jiao Zhimin p 0:3         | Mariann Domonkos P 0:3           | Edit Urbán P 0:3                    | Diana Gee P 0:3             | Olena Chowtun P 0:3           |                                     |                                        | 6.           | Nie awansowała    | Nie awansowała    | Nie awansowała    | Nie awansowała    | 41.     |